# UTC+9:30

UTC+9:30 je vremenska zona koja se koristi:

## Kao standardno vrijeme (cijela godina)
- Australija
  - Sjeverni teritorij

## Kao standardno vrijeme (zima na južnoj hemisferi)
- Australija (ACST—Australsko centralno standardno vrijeme)
  - Novi Južni Wales - samo Broken Hill
  - Južna Australija

## Vanjske poveznice
- Gradovi u vremenskoj zoni UTC+9:30